# Jonathan Banks
Jonathan Ray Banks (Washington D.C., 31 de janeiro de 1947) é um ator e dublador norte-americano. É conhecido pelos seus trabalhos em Apertem os cintos, o piloto sumiu!, 48 Horas e Um Tira da Pesada. Foi aclamado pela crítica interpretando Mike Ehrmantraut nas séries Breaking Bad e Better Call Saul, bem como Frank McPike em O Homem da Máfia.

## Início de Vida
Banks nasceu em Washington, D.C. Sua mãe trabalhava para a CIA. Banks estudou na Indiana University Bloomington, onde foi colega de classe de Kevin Kline. Durante esse tempo, eles participaram da produção The Threepenny Opera. Banks abandonou a universidade para participar de uma empresa de turismo como gerente de palco. Ele foi para a Austrália com a empresa e continuou a trabalhar com eles lá.

## Carreira

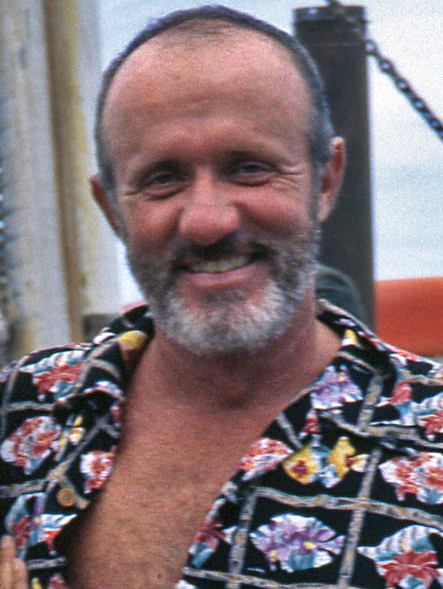
Jonathan Banks em 1995

Em 1974, Banks se mudou para Los Angeles, Califórnia, e se apresentou em palcos antes de pegar pequenos papéis na televisão. Seus papéis no cinema mais conhecidos são provavelmente aqueles que ele tinha em dois filmes estrelados por Eddie Murphy: 48 Horas e Beverly Hills Cop . Em 48 Horas seu papel é um amigo do personagem principal e é morto pelo vilão, começando a história do personagem principal. Em Beverly Hills Cop, ele interpreta um vilão que mata o amigo do personagem principal e começa a sua história. Outros papéis no cinema incluem aparições em Armados e Perigosos, As Aventuras de Buckaroo Banzai, Freejack, Flipper, Apertem os cintos, o piloto sumiu!, Gremlins, Murder Me, Murder You, A Força em Alerta 2, e Uma Ladra Sem Limites. A grande chance de Banks na televisão veio em 1987 com a série O Homem da Máfia, ele interpretou Frank McPike por quatro anos, um papel que levou a uma indicação ao Primetime Emmy Award. Apesar de seu caráter, foi principalmente o mentor do herói, algumas histórias ocasionalmente destacaram McPike como herói. Em 1981, ele apareceu como Dutch Schultz na série da NBC The Gangster Chronicles. Ele também estrelou na série de ficção-científica Otherworld, como o Kommander Nuveen Kroll, e no sitcom Fired Up.
Na segunda temporada de Breaking Bad, Banks apareceu como Mike Ehrmantraut. Ele se tornou personagem regular na terceira temporada, permanecendo até a primeira metade da quinta temporada. Para a última temporada, ele recebeu uma indicação ao Primetime Emmy Award de Melhor Ator Coadjuvante em Série de Drama. Após isso também fez aparições em várias séries de TV. Em 2015 deu voz á James Gordon no jogo Batman: Arkham Knight. Atualmente está presente em Better Call Saul, série que antecede Breaking Bad. 

## Filmografia
| Cinema      | Cinema                               | Cinema                        | Cinema                                                                |
| Ano         | Título                               | Personagem                    | Nota                                                                  |
| ----------- | ------------------------------------ | ----------------------------- | --------------------------------------------------------------------- |
| 1976        | The Macahans                         | Woodward                      | Filme para TV                                                         |
| 1977        | Alexander: The Other Side of Dawn    | Michael                       | Filme para TV                                                         |
| 1978        | Amargo Regresso                      | Marinheiro na festa           |                                                                       |
| 1978        | O Detetive Desastrado                | Cabbie                        |                                                                       |
| 1978        | Jogo Cego                            | Marinheiro                    |                                                                       |
| 1979        | She's Dressed to Kill                | Rudy Striker                  | Filme para TV                                                         |
| 1979        | A Rosa                               | Promoter de televisão         |                                                                       |
| 1980        | Desperate Voyage                     | Louis                         | Filme para TV                                                         |
| 1980        | Apertem os Cintos... o Piloto Sumiu! | Gunderson                     |                                                                       |
| 1980        | Loucos de Dar Nó                     | Jack Graham                   |                                                                       |
| 1981        | Guerra Entre Gangsters               | Dutch Schultz                 |                                                                       |
| 1982        | Frances                              | Hitchhiker                    |                                                                       |
| 1982        | 48 Horas                             | Algren                        |                                                                       |
| 1983        | The Invisible Woman                  | Darren                        | Filme para TV                                                         |
| 1983        | Murder Me, Murder You                | Janos Saracen                 | Filme para TV                                                         |
| 1984        | Gremlins                             | Deputado Brent                |                                                                       |
| 1984        | Nadia                                | Gheorge Comaneci              | Filme para TV                                                         |
| 1984        | As Aventuras de Buckaroo Banzai      | Lizardo Hospital Guard        |                                                                       |
| 1984        | Um Tira da Pesada                    | Zack                          |                                                                       |
| 1986        | The Fifth Missile                    | Ray Olson                     | Filme para TV                                                         |
| 1986        | Assassin                             | Earl Dickman                  | Filme para TV                                                         |
| 1986        | Armados e Perigosos                  | Clyde Klepper                 |                                                                       |
| 1986        | Who Is Julia                         | Jack Bodine                   | Filme para TV                                                         |
| 1987        | O Confronto Final                    | Iceman                        |                                                                       |
| 1988        | Pin - Uma Jornada Além da Loucura    | Pin (voz)                     |                                                                       |
| 1990        | Honeymoon Academy                    | Pitt                          |                                                                       |
| 1991        | Don't Touch My Daughter              | Ryter                         | Filme para TV                                                         |
| 1992        | Freejack - Os Imortais               | Michelette                    |                                                                       |
| 1992        | Meus Vizinhos Picaretas              | Handsome Harry                |                                                                       |
| 1993        | Chantagem Fatal                      | Aaron                         | Filme para TV                                                         |
| 1993        | Boiling Point - Em Ponto de Bala     | Max Waxman                    |                                                                       |
| 1994        | Reunião Mortal                       | Shelby Valentine              |                                                                       |
| 1995        | A Força em Alerta 2                  | Scotty                        |                                                                       |
| 1996        | Flipper                              | Dirk Moran                    |                                                                       |
| 1996        | Dark Breed                           | Joe Shay                      |                                                                       |
| 1998        | A Vida por um Dólar                  | Coronel Skinner               | Filme para TV                                                         |
| 1999        | A Morte se Veste de Negro            | Satch                         |                                                                       |
| 1999        | Foolish                              | Numbers                       |                                                                       |
| 1999        | Trash                                | Juíz Callum                   |                                                                       |
| 2001        | Crocodilo Dundee em Los Angeles      | Molis Drubnik                 |                                                                       |
| 2001        | Proximity - Risco Total              | Price                         |                                                                       |
| 2002        | A Face Oculta da Lei                 | James                         |                                                                       |
| 2002        | R.S.V.P. - Confirme Sua Presença     | Walter Franklin               |                                                                       |
| 2006        | Altas Loucuras                       | Lance                         |                                                                       |
| 2007        | Reine Sobre Mim                      | Stelter                       |                                                                       |
| 2008        | Proud American                       | Mr. Moretti                   |                                                                       |
| 2012        | Watercolor Postcards                 | Ledball                       |                                                                       |
| 2013        | Uma Ladra Sem Limites                | Paolo                         |                                                                       |
| 2013        | Roar                                 | Bernie Warren                 | Curta-metragem                                                        |
| 2014        | Bullet                               | Carlito Kane                  |                                                                       |
| 2014        | Autores Anônimos                     | David Kelleher                |                                                                       |
| 2014        | Quero Matar Meu Chefe 2              | Detetive Hatcher              |                                                                       |
| 2016        | Term Life                            | Harper                        |                                                                       |
| 2016        | Alibi                                | Billy                         | Curta-metragem                                                        |
| 2017        | Mudbound - As Lamas do Mississípi    | Pappy McAllan                 |                                                                       |
| 2018        | O Passageiro                         | Walt                          |                                                                       |
| 2018        | Os Incríveis 2                       | Rick Dicker                   | Voz                                                                   |
| 2018        | Redbad                               | Pepin Herstal                 |                                                                       |
| Televisão   |                                      |                               |                                                                       |
| Ano         | Título                               | Personagem                    | Notas                                                                 |
| 1976        | Barnaby Jones                        | Vince Gentry                  | Episódio: "Dead Heat"                                                 |
| 1977        | Family                               | Atendente                     | Episódio: "Taking Chances: Part I"                                    |
| 1977        | Barnaby Jones                        | Vendedor de carros            | Episódio: "Duet for Dying"                                            |
| 1977        | Carter Country                       | Bob Phillips                  | Episódio: "The Fireside Burnside Budget Chat"                         |
| 1979        | Lou Grant                            | Clay Starkes                  | Episódio: "Kidnap"                                                    |
| 1979        | The Waltons                          | Jeb Sanders                   | Episódio: "The Wager"                                                 |
| 1979        | Lou Grant                            | Cyrus                         | Episódio: "Sweep"                                                     |
| 1980        | Os Pioneiros                         | Jed                           | Episódio: "Darkness Is My Friend"                                     |
| 1981        | Lou Grant                            | Intruso                       | Episódio: "Rape"                                                      |
| 1981        | Sanford                              | Al                            | Episódio: "Cal the Coward"                                            |
| 1981        | The Gangster Chronicles              | Dutch Schultz                 | 13 episódios                                                          |
| 1981        | Best of the West                     | Hombre                        | 2 episódios                                                           |
| 1982        | Report to Murphy                     | Vinny                         | Episódio: "Papillon"                                                  |
| 1982        | Carro Comando                        | Danny Scott                   | Episódio: "The Witness"                                               |
| 1983        | Carro Comando                        | Freddy Baker                  | Episódio: "The Hostages"                                              |
| 1983        | Chumbo Grosso                        | Reggie                        | 2 episódios                                                           |
| 1984        | Jessie                               | Ernie Ross                    | Episódio: "Pilot"                                                     |
| 1984        | Cagney & Lacey                       | Keith Edsin                   | Episódio: "Old Debts"                                                 |
| 1985        | Otherworld                           | Kommander Nuveen Kroll        | 8 episódios                                                           |
| 1985        | Tiro Certo                           | Detetive Gary Krewson         | Episódio: "The Big Fall"                                              |
| 1987        | Falcon Crest                         | Kolinksi                      | 8 episódios                                                           |
| 1987        | Designing Women                      | Eldon Ashcroft IV             | Episódio: "101 Ways to Decorate a Gas Station"                        |
| 1987-1990   | O Homem da Máfia                     | Frank McPike                  | 74 episódios                                                          |
| 1993        | Star Trek: Deep Space Nine           | Shel-la                       | Episósio: "Battle Lines"                                              |
| 1994        | Highlander                           | Mako                          | Episódio: "Under Colour of Authority"                                 |
| 1994        | Matlock                              | Jack Starling                 | Episódio: "The P.I."                                                  |
| 1994        | Walker, Texas Ranger                 | Shelby Valentine              | Episódio: "Deadly Reunion"                                            |
| 1994        | Tales from the Crypt                 | William                       | Episódio: "The Assassin"                                              |
| 1995        | Due South                            | Garret                        | Episódio: "Heaven and Earth"                                          |
| 1995        | Women of the House                   | Jim Sugarbaker                | 2 episódios                                                           |
| 1994-1995   | SeaQuest 2032                        | Maximillian Scully            | 2 episódios                                                           |
| 1996        | Diagnosis: Murder                    | Oficial Comandante Max Jupe   | Episódio: "Murder by Friendly Fire"                                   |
| 1997-1998   | Fired Up                             | Guy Mann                      | 28 episódios                                                          |
| 2000        | Diagnosis: Murder                    | Bruce Locatelli               | Episódio: "Murder by Remote"                                          |
| 2000-2001   | The Trouble With Normal              | Dr. Lowell                    | 2 episódios                                                           |
| 2001        | The District                         | Monya Pastov                  | Episódio: "Fools Russian: Part I"                                     |
| 2003        | Alias - Codinome Perigo              | Frederick Brandon             | 2 episódios                                                           |
| 2003        | Strong Medicine                      | Frank Hardwyck                | Episódio: "Skin"                                                      |
| 2004        | Joan of Arcadia                      | Sheriff Mike Rakowski         | Episódio: "Jump"                                                      |
| 2004-2006   | CSI: Investigação Criminal           | Bobby Jensen                  | 2 episódios                                                           |
| 2005        | Pentágono: O Jogo do Poder           | Adm. Cooper                   | 4 episódios                                                           |
| 2006        | Ghost Whisperer                      | Lyle Chase                    | Episódio: "Friendly Neighborhood Ghost"                               |
| 2006        | Desaparecidos                        | Sal Marcello                  | Episódio: "Check Your Head"                                           |
| 2006-2007   | Day Break                            | Shadow Man                    | 7 episódios                                                           |
| 2007        | Dexter                               | Vice-diretor do FBI Max Adams | 2 episódios                                                           |
| 2008        | Plantão Médico                       | Robert Truman                 | Episódio: "Atonement"                                                 |
| 2008        | Shark                                | Jason Normandy                | 2 episódios                                                           |
| 2008        | Life                                 | Nathan Gray                   | Episódio: "Crushed"                                                   |
| 2008        | Eli Stone                            | Agente Johnathan Maine        | Episódio: "Owner of a Lonely Heart"                                   |
| 2009        | Lie to Me                            | Ex-Agente do FBI Bitcher      | Episódio: "Sacrifice"                                                 |
| 2009        | Arquivo Morto                        | John Clark                    | Episódio: "Jackals"                                                   |
| 2009        | Castle                               | Bruce Kirby                   | Episódio: "Hell Hath No Fury"                                         |
| 2009-2012   | Breaking Bad                         | Mike Ehrmantraut              | 25 episódios                                                          |
| 2011        | Modern Family                        | Donnie Pritchett              | Episódio: "The Musical Man"                                           |
| 2011        | Two and a Half Men                   | Pawn Broker                   | Episódio: "A Fishbowl Full of Glass Eyes"                             |
| 2011        | CSI: Miami                           | Oscar Duarte                  | Episódio: "Long Gone"                                                 |
| 2012        | Ringer                               | Remy Osterman                 | 2 episódios                                                           |
| 2012        | Parks and Recreation                 | Steve Wyatt                   | Episódio: "Ben's Parents"                                             |
| 2012        | Vegas                                | Angelo LaFlatta               | 2 episódios                                                           |
| 2013        | Bloodline                            | Leo Killpriest                | Pilot                                                                 |
| 2013        | Body of Proof                        | Glenn Fitz                    | Episódio: "Daddy Issue"                                               |
| 2013        | Mike Tyson Mysteries                 | The Wizard (voz)              | Episódio: "Is Magic Real?"                                            |
| 2013-2015   | Axe Cop                              | Várias vozes                  | 3 episódios                                                           |
| 2014        | Community                            | Buzz Hickey                   | 11 episódios                                                          |
| 2015-2022   | Better Call Saul                     | Mike Ehrmantraut              | 20 episódios                                                          |
| 2015        | The Lizzie Borden Chronicles         | Mr. Flowers                   | 3 episódios                                                           |
| 2015        | Last Week Tonight with John Oliver   | Ele mesmo                     | Temporada 2, Episódio 24 (Sex education in the United States segment) |
| 2015        | Major Lazer                          | The Law (voz)                 | Episódio: "Escape from Rave Island"                                   |
| 2015        | Gravity Falls                        | Filbrick Pines (voz)          | Episódio: "A Tale of Two Stans"                                       |
| 2015        | Robot Chicken                        | Superman Composto (voz)       | Episódio: Robot Chicken DC Comics Special III: Magical Friendship"    |
| 2015        | The Expanse                          | Oficial Executivo             | Episódio: "Dulcinea"                                                  |
| 2015        | Os Caçadores de Mitos                | Ele mesmo                     | Episódio: "Supernatural Shooters"                                     |
| Vídeo-games |                                      |                               |                                                                       |
| Ano         | Título                               | Personagem                    | Notas                                                                 |
| 2015        | Batman: Arkham Knight                | Comissário James Gordon       | Voz                                                                   |
| 2015        | Tom Clancy's The Division            | Joe Ferro                     | Voz                                                                   |